# Flavio Nigriniano
Flavio Nigriniano (latino: Flavius Nigrinianus; fl. 350-351) è stato un politico romano.
Ammiano Marcellino (Storie, xv.5.12, xxii.3.6) ricorda che era padre di Florenzio; si può ipotizzare, dunque, che fosse di Antiochia di Siria.
Nigriniano fu console nel 350, assieme a Flavio Sergio; nel 351 è attestato come proconsole.